# Rahman (nome)
Rahman (in alfabeto arabo: رحمٰن) è un nome proprio di persona arabo maschile, diffuso anche in varie altre lingue.

## Varianti
- Albanese: Rrahman
- Azero: Rəhman[2]
- Bengalese: রহমান (Rahman)[2]
- Indonesiano: Rahman[2]
- Malese: Rahman[2]
- Persiano: رحمان (Rahman)[2]
- Pashtu: رحمان (Rahman)[2]
- Turco: Rahmi[2]
- Urdu: رحمان o رحمٰن (Rehman)[2]

## Origine e diffusione
Riprende direttamente il vocabolo arabo che vuol dire "misericordioso", "compassionevole", "magnanimo", lo stesso significato del nome Clemente; dallo stesso termine viene anche il nome Abd ar-Rahman. 
Nella tradizione islamica الرحمٰن (al-Rahman) è uno dei 99 nomi di Allah, nonché il titolo della cinquantacinquesima sura del Corano.

## Persone
- Rahman Ahmadi, calciatore iraniano
- Rahman Amouzad, lottatore iraniano
- Rahman Çağıran, calciatore turco
- Rahman Rezaei, calciatore iraniano

### Varianti
- Rehman, attore indiano
- Rəhman Hacıyev, calciatore azero
- Rrahman Hallaçi, calciatore albanese
- Rehman Malik, politico e funzionario pakistano